# Crantzia cristata
Crantzia cristata är en tvåhjärtbladig växtart som först beskrevs av Carl von Linné, och fick sitt nu gällande namn av Giovanni Antonio Scopoli och Karl Fritsch. Crantzia cristata ingår i släktet Crantzia och familjen Gesneriaceae. Inga underarter finns listade i Catalogue of Life.

## Bildgalleri

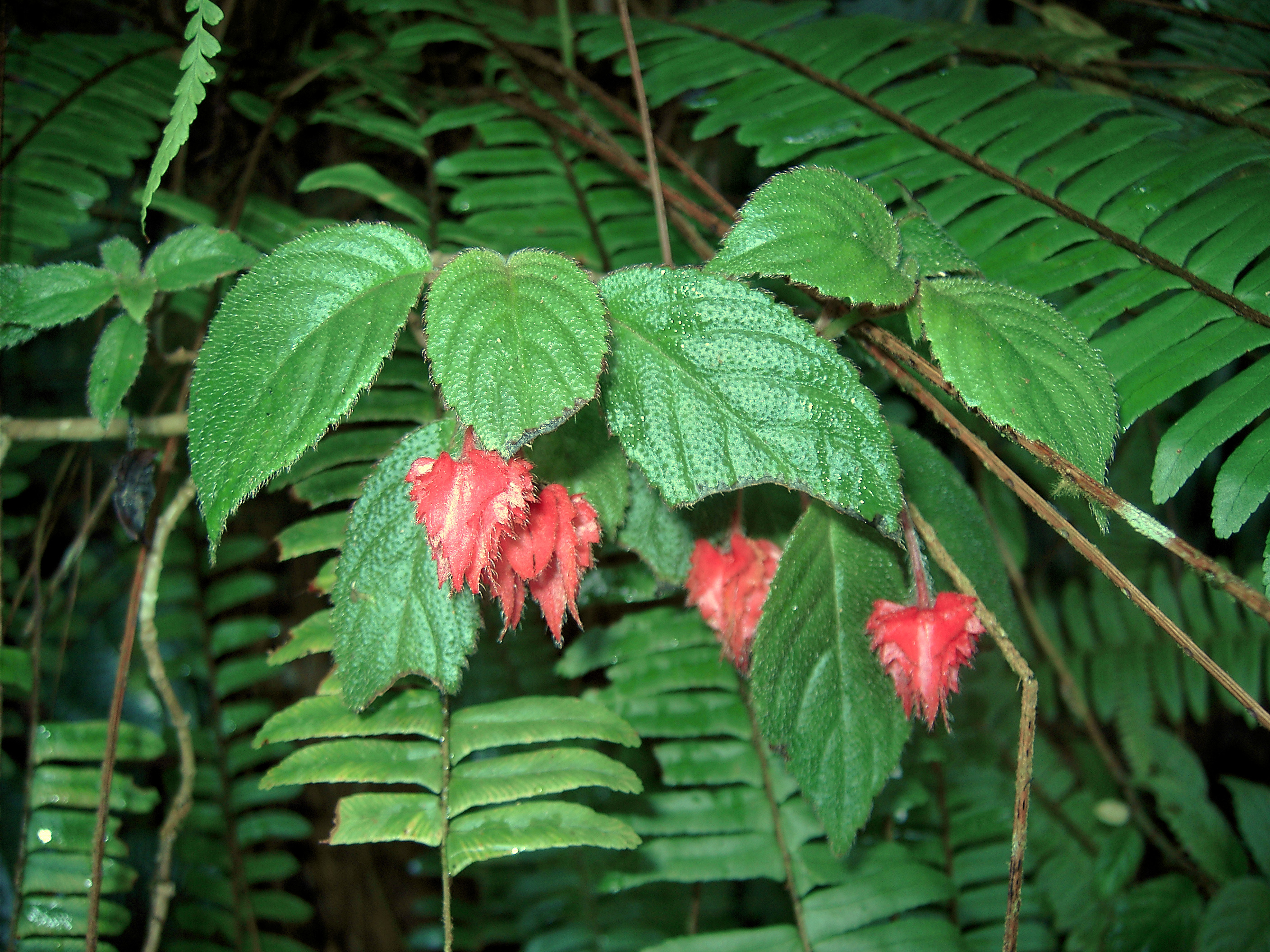